# Сіях-Есталах-е-Мірза-Рабіа
Сіях-Есталах-е-Мірза-Рабіа (перс. سياه اسطلخ ميرزاربيع) — село в Ірані, у дегестані Новшер-е-Хошкебіджар, у бахші Хошкебіджар, шагрестані Решт остану Ґілян. За даними перепису 2006 року, його населення становило 460 осіб, що проживали у складі 132 сімей.